# Diskursgeschichtsschreibung
Diskursgeschichtsschreibung, auch Diskursorientierte Sprachgeschichtsschreibung, bezeichnet die Düsseldorfer Schule der Sprachgeschichte. Sie beschäftigt sich mit der Entwicklung des öffentlichen, besonders politischen Sprachgebrauchs in der BRD einschließlich der ersten Nachkriegsjahre. Empirische Untersuchungen dazu hat eine Düsseldorfer Projektgruppe um Georg Stötzel angestellt. So wurden in den 1980er Jahren die Jahrgänge der großen Regionalzeitung Rheinische Post auf heterogene Sprachverwendungen systematisch durchgesehen. Mit der Sprachgebrauchsgeschichte zentraler Schlüsselwörter bundesrepublikanischer Rüstungsdiskussion beschäftigte sich beispielsweise Martin Wengeler in seiner Dissertation von 1992, 1994 beschäftigte sich Matthias Jung in seiner Dissertation mit der Geschichte des Diskurses über die Atomenergie.
Dieser Zweig der Sprachgeschichte beschäftigt sich nicht mit den klassischen sprachwissenschaftlichen Phänomenen im Bereich von Morphologie, Syntax oder Lautung, sondern mit solchen lexematischen, semantischen und pragmatischen Entwicklungen, die nur im Rahmen zeitgeschichtlicher Prozesse verstanden werden können und die daher auch als Pendant zur Zeitgeschichte im sprachlichen Bereich gelten können. Er hat seine Anfänge in den 1970er Jahren, gilt aber bislang nicht als eigenständiges wissenschaftliches Teilgebiet. Ein 2005 von Martin Wengeler herausgegebener Band „Sprachgeschichte als Zeitgeschichte“ soll dazu beitragen, diese Forschungsrichtung zu etablieren.